# Tina De Mola
Ernesta De Mola, conocida artísticamente como Tina De Mola (Milán, 28 de octubre de 1923 – 18 de abril de 2012), fue una actriz, cantante y celebrity de televisión italiana.

## Biografía
De Mola era hija de un barbero. Después de ganar un concurso de nuevos talentos en 1941, comenzó su carrera como cantante y actriz en diferentes compañías de avanspettacolo. In 1942, she met Renato Rascel, and soon she became his wife and the primadonna in his revue company. Ese mismo año hizo su debut como actriz con Pazzo d'amore de Giacomo Gentilomo. En 1946, De Mola participó en el concurso de Miss Italia, consiguiendo el título de «Miss Sorriso D'Italia». Después de trabajar en compañías teatrales con Erminio Macario, Ugo Tognazzi y Mario Carotenuto, consiguió una exitosa gira por Sudamérica con un programa de música italiana. Desde 1955 hacia adelante, se convirtió en la figura central de la primera época de la televisión italiana como azafata, azafata y artista de variedades. De Mola y Rascel obtuvo la anulación del matrimonio de Roman Rota en 1963, y De Mola se volvió a casar en 1971.

## Filmografía seleccionada
- Pazzo d'amore (1942)
- The Merry Widower (1950)
- I pinguini ci guardano (1956)
- March's Child (1957)
- La sceriffa (1959)